# Argentinosyne losrastrosensis
Argentinosyne losrastrosensis is een keversoort uit de familie Permosynidae. De wetenschappelijke naam van de soort is voor het eerst geldig gepubliceerd in 2006 door Martins-Neto & Gallego in Martins-Neto, Gallego & Mancuso.